# Fors, Avesta kommun
Fors är en tätort i Avesta kommun. Fors är ett relativt litet samhälle som ligger norr om Avesta. Samhället har nära till samhällena By och Horndal. Fors är uppdelat i två mindre byar: Östanfors och Västanfors.

## Historia
Namnet Fors kommer av en fors i vattendraget mellan Sävviken och Forssjön. Fors omtalas första gången i skriftliga handlingar 1528. Senare växte ett järnbruk fram här, med masugn, gjuteri och sintringsverk, något som blev grunden till dagens samhälle.

### Befolkningsutveckling
| Befolkningsutvecklingen i Fors, Avesta kommun 1960–2020 | Befolkningsutvecklingen i Fors, Avesta kommun 1960–2020 | Befolkningsutvecklingen i Fors, Avesta kommun 1960–2020 | Befolkningsutvecklingen i Fors, Avesta kommun 1960–2020 | Befolkningsutvecklingen i Fors, Avesta kommun 1960–2020 |
| ------------------------------------------------------- | ------------------------------------------------------- | ------------------------------------------------------- | ------------------------------------------------------- | ------------------------------------------------------- |
|                                                         |                                                         |                                                         |                                                         |                                                         |
| År                                                      |                                                         |                                                         | Folkmängd                                               | Areal (ha)                                              |
| 1960                                                    | 1960                                                    |                                                         | 688                                                     |                                                         |
| 1965                                                    | 1965                                                    |                                                         | 769                                                     |                                                         |
| 1970                                                    | 1970                                                    |                                                         | 789                                                     |                                                         |
| 1975                                                    | 1975                                                    |                                                         | 853                                                     |                                                         |
| 1980                                                    | 1980                                                    |                                                         | 1 052                                                   |                                                         |
| 1990                                                    | 1990                                                    |                                                         | 970                                                     | 126                                                     |
| 1995                                                    | 1995                                                    |                                                         | 962                                                     | 126                                                     |
| 2000                                                    | 2000                                                    |                                                         | 871                                                     | 126                                                     |
| 2005                                                    | 2005                                                    |                                                         | 845                                                     | 126                                                     |
| 2010                                                    | 2010                                                    |                                                         | 827                                                     | 126                                                     |
| 2015                                                    | 2015                                                    |                                                         | 772                                                     | 144                                                     |
| 2020                                                    | 2020                                                    |                                                         | 754                                                     | 142                                                     |
|                                                         |                                                         |                                                         |                                                         |                                                         |

## Samhället
Fors järnvägshållplats ligger längs Godsstråket genom Bergslagen mellan Storvik och Örebro och har en perrong helt i trä.
I samhället finns också affär (ICA Nära), Skola (Åk.1-6), Folkets hus, pizzeria, Idrottsförening (Fors IK), ishockeyrink, fotbollsplaner och daghem. I samhället finns även ett antal bostadshus ritade av Erskine.
Alldeles utanför tätorten ligger Halsjön med en badplats.

## Näringsliv
På orten finns en kartongfabrik som numera tillhör Stora Enso. Kartongfabriken startade 1952 i Kopparfors regi och var en av de första fabriker som byggts om i samarbete med en arkitekt, Ralph Erskine. Erskine ritade även bostadshus i Fors. Antalet anställda på kartongbruket uppgick år 2005 till 730 personer.
Fors Nya Bryggeri, senare Avesta bryggeri, gick i konkurs 2006.

## Bilder

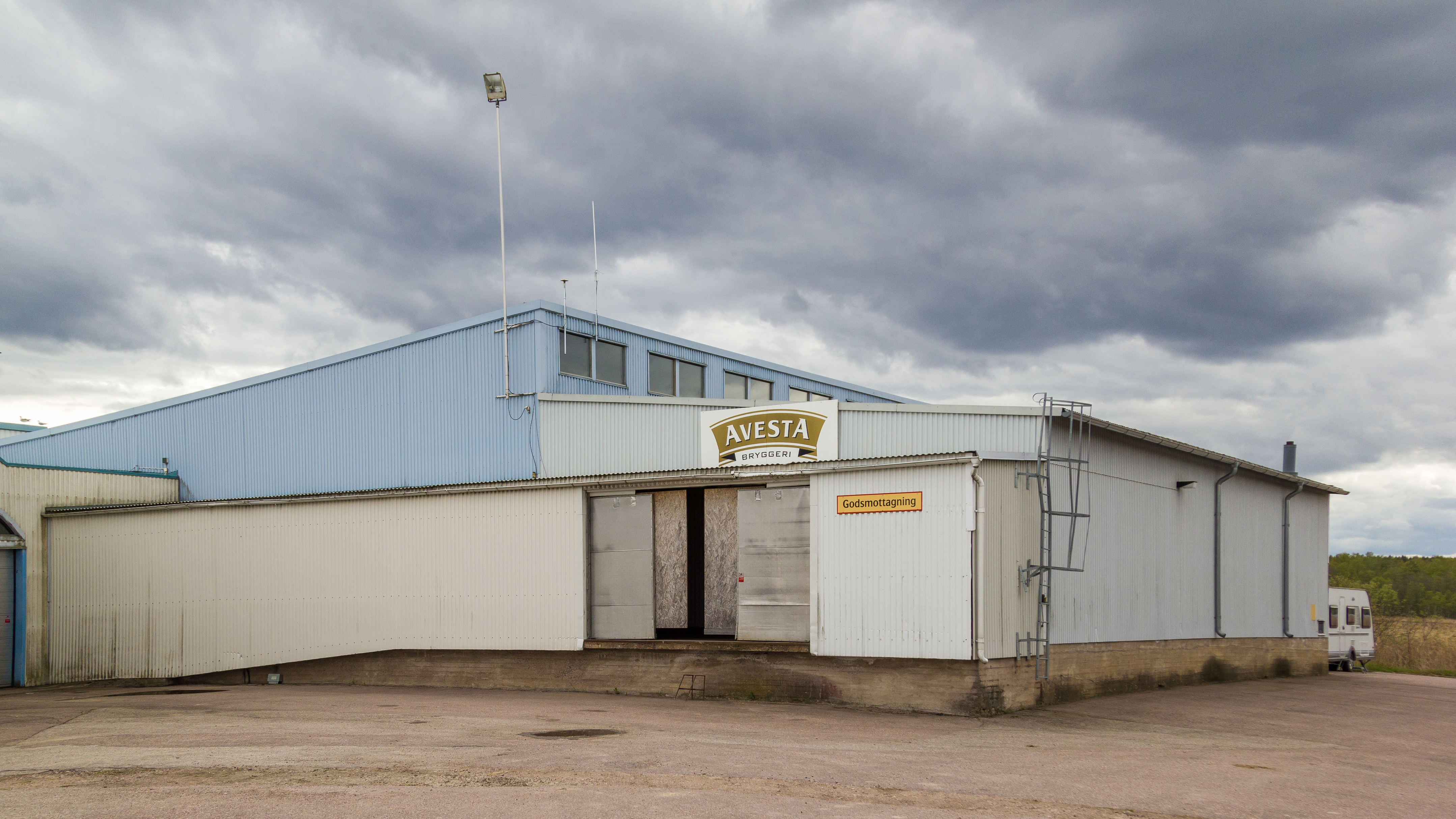
Det tidigare bryggeriet.
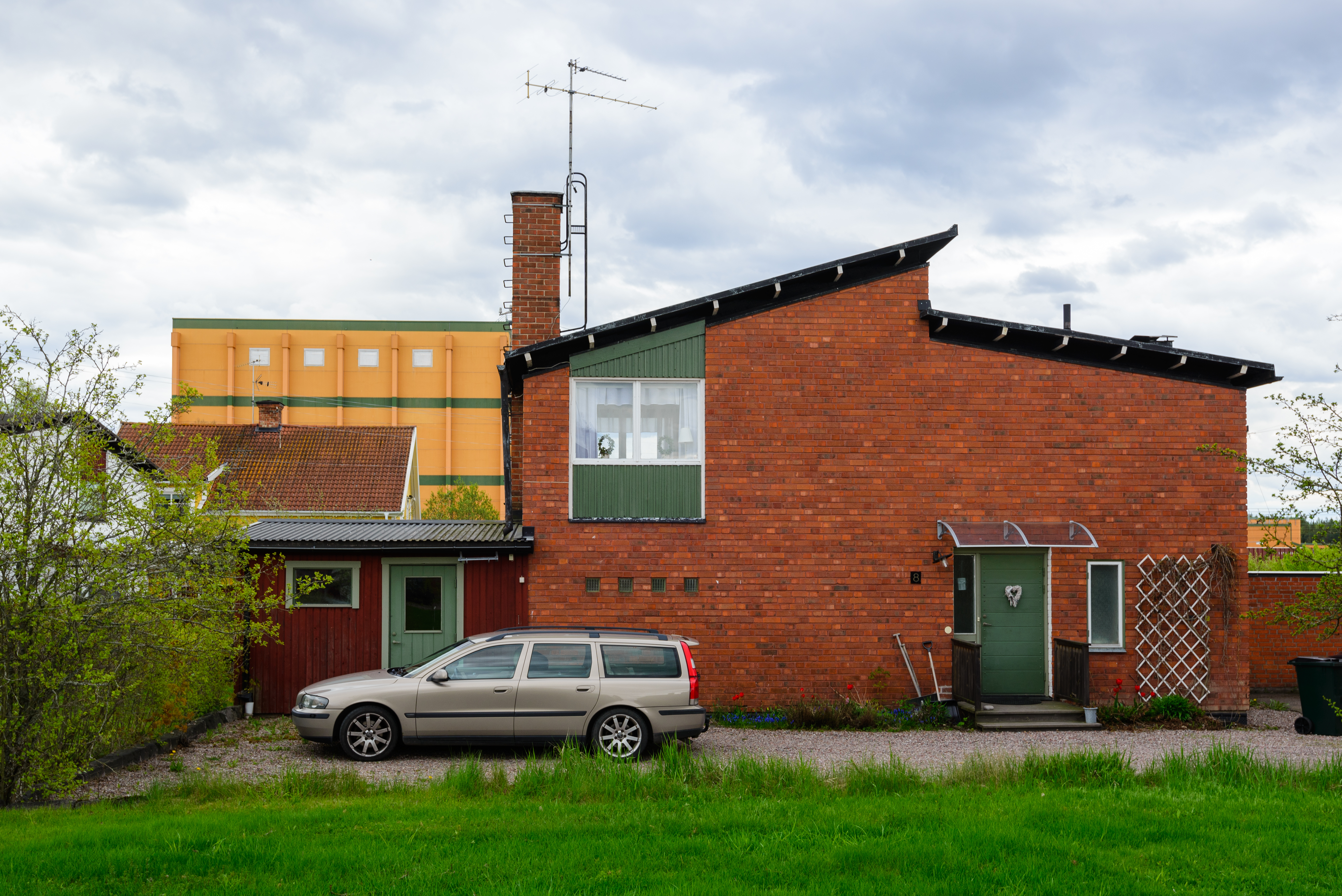
Bostadshus ritade av Erskine med Kartonfabriken i bakgrunden.
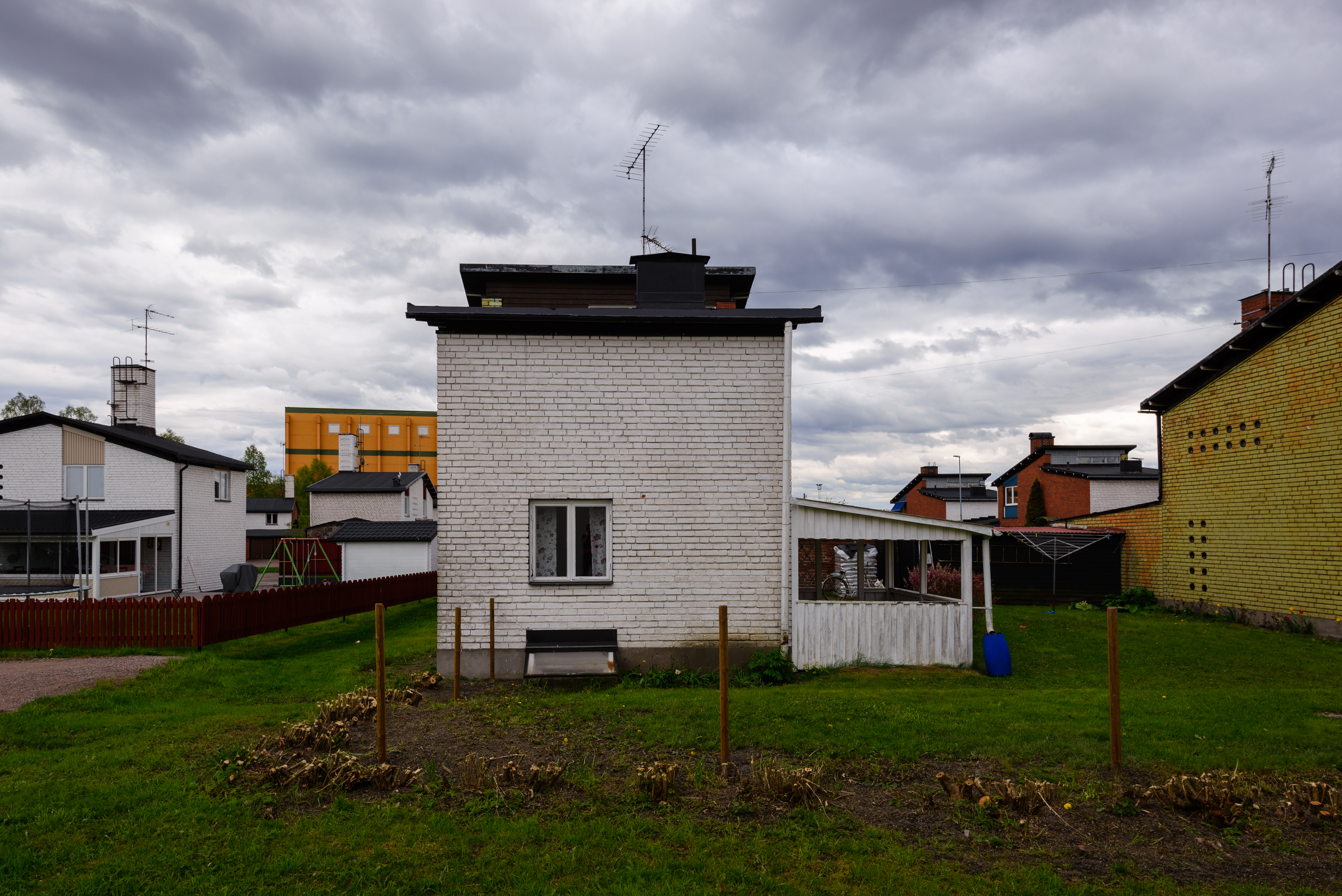
Kedjehus ritade av Erskine.
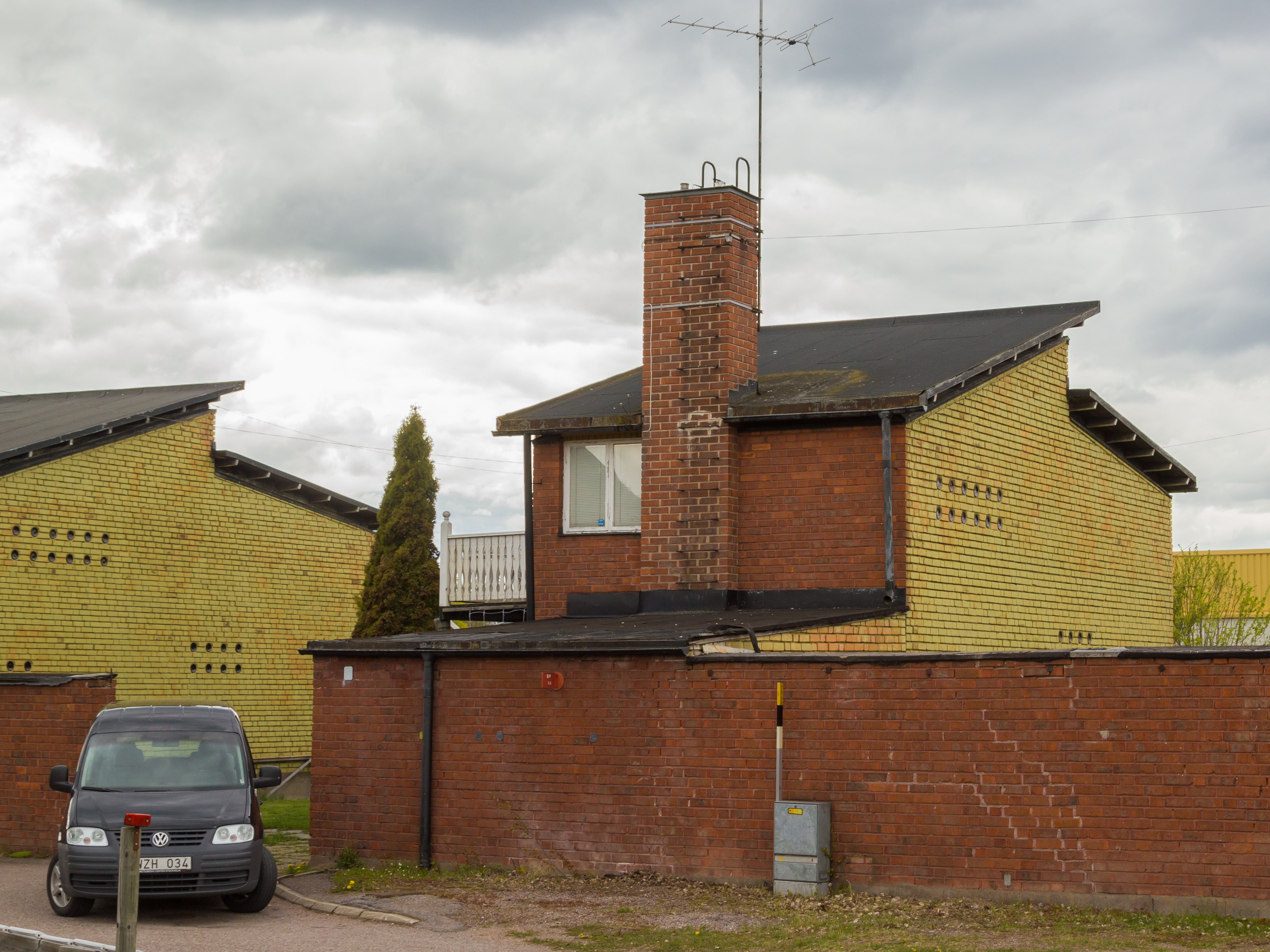
Bostadshus.